# Znak końca dowodu
Znak końca dowodu – znak matematyczny oznaczający koniec dowodu twierdzenia. Zastępuje on skrót ckd. „co kończy dowód”, cnd. „co należało dowieść”, cbdu. „co było do udowodnienia” albo QED (łac. QED quod erat demonstrandum). Najczęściej ma postać kwadratu, prostokąta lub trójkąta. 
Znak ten jest czasem nazywany halmosem na cześć Paula Halmosa, który jako pierwszy użył go w kontekście matematycznym w celu oznaczenia końca dowodu. Pomysł ten zaczerpnął z popularnych czasopism, gdzie symboli tego rodzaju używano do zaznaczania końca artykułów.

## Przykłady użycia znaków końca dowodu w polskich monografiach matematycznych
1. Znak {\displaystyle \Box } został użyty w dwutomowych podręcznikach Krzysztofa Maurina Analiza, PWN, 1971 oraz Romana Dudy Wprowadzenie do topologii, PWN, 1986.
2. Znak {\displaystyle \blacktriangle } został użyty w tłumaczeniu podręcznika Waltera Rudina Analiza rzeczywista i zespolona, PWN, 1986.
3. Znak {\displaystyle \blacksquare } został użyty w tłumaczeniu podręcznika Alieksieja Kostrykina Wstęp do algebry, PWN, 1984.
4. W monografii Wacława Sierpińskiego Arytmetyka teoretyczna z 1968 roku stosowano zapis c.b.d.d. (co było do dowiedzenia).
5. W monografii Macieja Skwarczyńskiego Geometria rozmaitości Riemanna z 1993 roku stosowano zapis (Q.E.D.).

## Typografia
W Unikodzie znak końca dowodu występuje w wersji:
| Znak | Unicode | Kod HTML             | Nazwa unikodowa | Nazwa polska      |
| ---- | ------- | -------------------- | --------------- | ----------------- |
| ∎    | U+220E  | &#x220E; lub &#8718; | END OF PROOF    | znak końca dowodu |

Symbole w Unikodzie podobne do znaków końca dowodu:
| Znak | Unicode | Kod HTML             | Nazwa unikodowa            | Nazwa polska             |
| ---- | ------- | -------------------- | -------------------------- | ------------------------ |
| ■    | U+25A0  | &#x25A0; lub &#9632; | BLACK SQUARE               | czarny kwadrat           |
| ▲    | U+25B2  | &#x25B2; lub &#9650; | BLACK UP-POINTING TRIANGLE | czarny trójkąt           |
| □    | U+25A1  | &#x25A1; lub &#9633; | WHITE SQUARE               | biały kwadrat            |
| ▮    | U+25AE  | &#x25AE; lub &#9646; | BLACK VERTICAL RECTANGLE   | czarny pionowy prostokąt |
| ▯    | U+25AF  | &#x25AF; lub &#9647; | WHITE VERTICAL RECTANGLE   | biały pionowy prostokąt  |

W przypadku LaTeX-a można zastosować znaczniki: \Box {\displaystyle \Box ,} \blacktriangle {\displaystyle \blacktriangle } i \blacksquare {\displaystyle \blacksquare .}